# اندازه گیری شار گرمایی عایق حرارتی

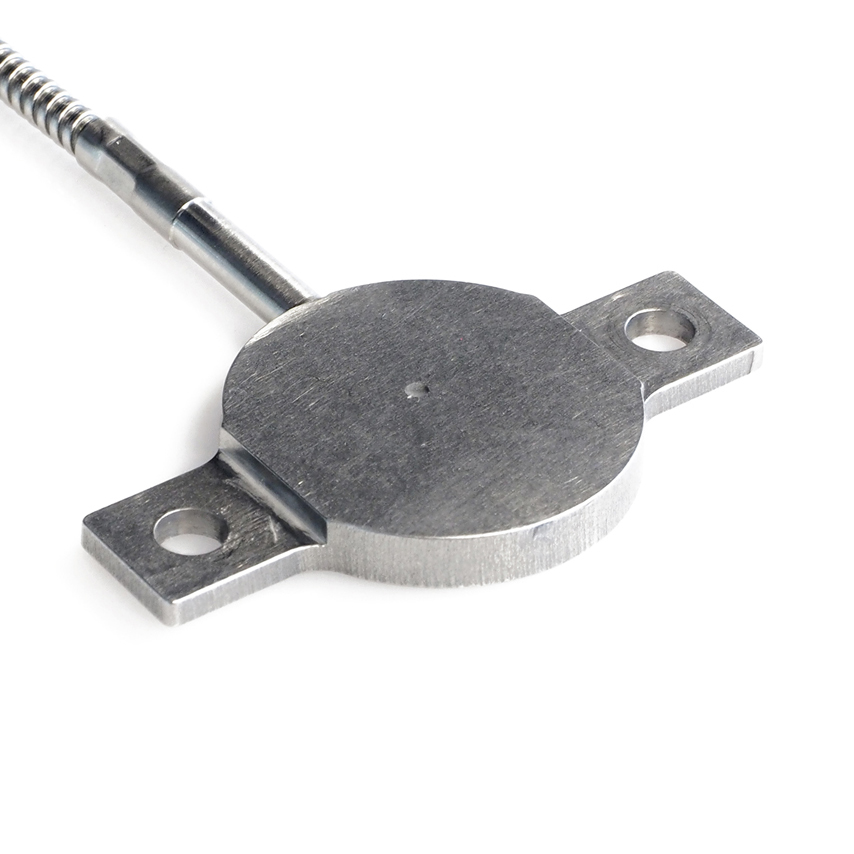
حسگر شار گرمایی مطابق با روش استاندارد STM C1041-10 برای اندازه‌گیری درجا (این تصویر مدل IHF01 را نشان می‌دهد)

اندازه‌گیری شار گرمایی عایق حرارتی در محیط‌های آزمایشگاهی و صنعتی برای به دست آوردن اندازه‌گیری خواص حرارتی یک ماده عایق استفاده می‌شود. عایق حرارتی با استفاده از تکنیک آزمایش غیرمخرب با تکیه بر حسگرهای شار حرارتی آزمایش می‌شود. رویه‌ها و الزامات برای اندازه‌گیری‌های درجا در استاندارد ASTM C1041 با عنوان «روش استاندارد برای اندازه‌گیری درجای شار گرمایی در عایق حرارتی صنعتی با استفاده از مبدل‌های شار حرارتی» بیان شده‌است.

## روش‌های درجا

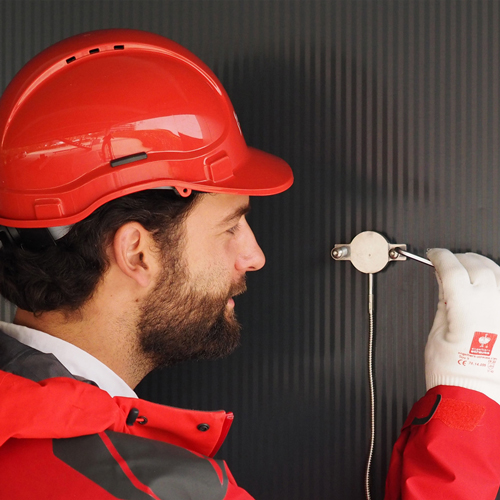
اندازه‌گیری عایق حرارتی به صورت درجا طبق استاندارد ASTM C0141، استفاده از حسگر شار گرمایی بر روی دیواره یک دیگ بخار

اندازه‌گیری‌های شار حرارتی به صورت درجا، بیشتر برای آزمایش خواص انتقال حرارتی برای مثال لوله‌ها، مخازن، اجاق‌ها و دیگ‌ها با محاسبه شار گرمایی q یا رسانایی گرمایی ظاهری {\displaystyle \lambda } متمرکز است. افزایش یا تلفات انرژی تحت شرایط شبه حالت پایدار با حداقل عوامل مزاحم، توسط مبدل شار حرارتی (HFT) اندازه‌گیری می‌شود. این روش در محل فقط برای سطوح صاف (غیر لوله) است.

### روش اندازه‌گیری
- قرار دادن حسگر شار گرمایی:
  - سنسور باید روی ناحیه ای از عایق قرار گیرد که نمایانگر کلیت سیستم تحت پایش باشد. به عنوان مثال، نباید آن را بسته به ورودی یا خروجی دیگ بخار یا نزدیک المان‌های گرمایش قرار داد.
  - سنسور را از سایر منابع شار گرمایی که به اندازه‌گیری مربوط نیستند، به عنوان مثال تابش خورشید، محافظت کنید.
  - اطمینان حاصل کنید که حسگر از طریق خمیر حرارتی یا سایر مواد رسانا به سطح عایق متصل است. انتشار حرارتی بر روی حسگر باید تا حد امکان با تابش سطح مطابقت داشته باشد. هوا یا مواد دیگر بین حسگر و سطح اندازه‌گیری می‌تواند منجر به خطاهای اندازه‌گیری شود.
- پیش اندازه‌گیری:
  - ضخامت ماده عایق را با دقت میلی‌متر اندازه‌گیری کنید.
  - در صورت لزوم شرایط آب و هوایی محیط را ثبت کنید. رطوبت، حرکت هوا و بارندگی ممکن است برای تفسیر نتایج مهم باشد.
  - دمای سطح عایق نزدیک حسگر و دمای داخل ماده عایق یعنی سطح فرایند را اندازه‌گیری کنید.

پس از انجام موفقیت‌آمیز این آماده‌سازی‌ها، حسگر را به دیتالاگر یا ولت‌متر متصل کنید و منتظر بمانید تا حالت پایدار به دست آید. توصیه می‌شود که میانگین قرائت‌ها را در یک دوره زمانی کوتاه، زمانی که حالت پایدار مشاهده می‌شود، انجام دهید. این اندازه‌گیری ولتاژ، اندازه‌گیری نهایی است، اما برای اندازه‌گیری خوب، این مراحل باید در چندین مکان مشابه بر روی عایق اعمال شوند.

### محاسبه و دقت
شار گرما {\displaystyle q} را می‌توان از ولتاژ به صورت زیر محاسبه کرد:
{\displaystyle q={\frac {V}{S}}}
V ولتاژ اندازه‌گیری شده توسط حسگر (اندازه‌گیری شده بر حسب ولت) است.
S حساسیت حسگر است (بر حسب ولت/وات بر متر مربع اندازه‌گیری می‌شود {\displaystyle {\frac {Vm^{2}}{W}}})
هدایت حرارتی ظاهری را می‌توان از فرمول زیر محاسبه کرد:
{\displaystyle \lambda ={\frac {qD}{t_{1}-t_{2}}}}
q شار حرارتی محاسبه شده از حسگر است (بر حسب وات بر متر مربع اندازه‌گیری می‌شود، {\displaystyle {\frac {W}{m^{2}}}})
D ضخامت ماده عایق (بر حسب میلی‌متر)
{\displaystyle t_{1}} دمای سطح فرایند، داخل مواد عایقی
{\displaystyle t_{2}} دمای سطح در نزدیکی حسگر، بیرون از مواد عایقی
تفسیر و دقت نتایج بستگی به صحت اندازه‌گیری، انتخاب حسگر و شرایط بیرونی دارد. سلامت حسگر شار گرمایی و اندازه‌گیری صحیح، برای یک نتیجه خوب برای سنجش درجا اهمیت دارد و باید بر اساس توصیه‌های سازنده، تجربه‌های گذشته و بررسی دقیق منطقه آزمایش باشد.

## استانداردها
ASTM C1041: روش استاندارد برای اندازه‌گیری درجای شار گرمایی در عایق حرارتی صنعتی با استفاده از مبدل‌های شار حرارتی (Standard Practice for In-Situ Measurements of Heat Flux in Industrial Thermal Insulation Using Heat Flux Transducers)

## کتابشناسی - فهرست کتب
- Johannesson, G.، «اندازه‌گیری جریان گرما، مترهای ترموالکتریک، اصول عملکرد، و منابع خطا»، بخش فناوری ساختمان، مؤسسه فناوری لوند، گزارش TUBH-3003، Lund،

سوئد، ۱۹۷۹. (پیش نویس ترجمه، مارس ۱۹۸۲، سپاه مهندسین ارتش ایالات متحده)
- Poppendiek, HF، "چرا شار گرما را مستقیماً اندازه‌گیری نکنیم؟"، فصلنامه محیطی ۱۵، شماره ۱، ۱ مارس ۱۹۶۹.
- گیلبو، سی اف، «رساناها، ساخت و استفاده از آنها»، بولتن ASTM شماره ۲۱۲، فوریه ۱۹۵۶.